# Hoyt Vandenberg
Hoyt Vandenberg, född 24 januari 1899 i Milwaukee i Wisconsin, död 2 april 1954 i Washington, DC, var en amerikansk yrkesmilitär och general i USA:s arméflygvapen under andra världskriget. Vandenberg var USA:s flygvapenstabschef från 1948 till 1953.

## Militär karriär
Mellan 1941 och 1942 tjänstgjorde Vandenberg med Henry H. Arnold, och var från och med 1943 chef över en egen stab för de allierade flygstridskrafterna i Nordafrika.
De allierade flygstridskrafter han ledde från 1944 stödde invasionstrupperna i Normandie. 
Vandenberg var under uppstartsfasen chef för CIA. Han efterträdde Carl Spaatz 1948 som stabschef för det amerikanska flygvapnet, och förespråkade som sådan inköp av bombflyg med lång räckvidd samt upprättandet av flygbaser för Strategic Air Command (SAC) över hela världen.